# ルークス郡 (カンザス州)
ルークス郡（英: Rooks County）は、アメリカ合衆国カンザス州の北部に位置する郡である。2010年国勢調査での人口は5,181人であり、2000年の5,685人から8.9%減少した。郡庁所在地はストックトン市（人口1,329人）であり、同郡で人口最大の都市はプレインビル市である（人口1,903人）。郡名は、南北戦争中アーカンソー州ファイエットビルの近くで起きたプレイングローブの戦いで戦死した、カンザス第11歩兵連隊の兵卒ジョン・C・ルークスに因んで名付けられた。

## 法と政府
ルークス郡はアルコールを禁じる、すなわち「ドライ」の郡だったが、1986年にカンザス州憲法が修正され、2000年になって住民は投票で個人が嗜むアルコール飲料の販売を承認した。ただし、食料販売量の30%までという制限が付いた。この制限は2004年の住民投票で撤廃された。

## 地理
アメリカ合衆国国勢調査局に拠れば、郡域全面積は895.36平方マイル (2,319.0 km2)であり、このうち陸地は888.34平方マイル (2,300.8 km2)、水域は7.02平方マイル (18.2 km2)で水域率は0.78%である。

### 隣接する郡
- フィリップス郡 - 北
- スミス郡 - 北東
- オズボーン郡 - 東
- エリス郡 - 南
- トレゴ郡 - 南西
- グラハム郡 - 西

## 人口動態

人口ピラミッド

以下は2000年の国勢調査による人口統計データである。
| 基礎データ - 人口: 5,685人 - 世帯数: 2,362 世帯 - 家族数: 1,556 家族 - 人口密度: 2人/km2（6人/mi2） - 住居数: 2,758軒 - 住居密度: 1軒/km2（3軒/mi2） 人種別人口構成 - 白人: 97.13% - アフリカン・アメリカン: 1.13% - ネイティブ・アメリカン: 0.42% - アジア人: 0.19% - 太平洋諸島系: 0.02% - その他の人種: 0.37% - 混血: 0.74% - ヒスパニック・ラテン系: 1.06% 年齢別人口構成 - 18歳未満: 25.2% - 18-24歳: 6.4% - 25-44歳: 25.5% - 45-64歳: 21.5% - 65歳以上: 21.5% - 年齢の中央値: 40歳 - 性比（女性100人あたり男性の人口） - 総人口: 98.1 - 18歳以上: 94.3 | 世帯と家族（対世帯数） - 18歳未満の子供がいる: 29.1% - 結婚・同居している夫婦: 55.4% - 未婚・離婚・死別女性が世帯主: 7.2% - 非家族世帯: 34.1% - 単身世帯: 31.8% - 65歳以上の老人1人暮らし: 18.5% - 平均構成人数 - 世帯: 2.32人 - 家族: 2.93人 収入と家計 - 収入の中央値 - 世帯: 30,457米ドル - 家族: 36,931米ドル - 性別 - 男性: 26,794米ドル - 女性: 18,389米ドル - 人口1人あたり収入: 15,588米ドル - 貧困線以下 - 対人口: 9.8% - 対家族数: 7.3% - 18歳未満: 9.7% - 65歳以上: 7.4% |

## 都市と町

### 法人化された都市
都市名の後の数字は2010年国勢調査での人口を示す。
- プレインビル, 1,903
- ストックトン, 1,329 - 郡庁所在地
- パルコ, 277
- ウッドストン, 136
- ダマー, 132
- チューリッヒ, 99

### 郡区
ルークス郡は12の郡区に分けられている。郡内の都市はどれも「政治的に独立」とは見なされず、郡区の数字の全ては都市の数字を含んでいる。下表で「人口中心」は最大都市であり、特に大きな数字でなければ、郡区の人口に含まれるものである。

## 教育

### 統一教育学区
- パルコ USD 269
- プレインビル USD 270
- ストックトン USD 271